# Шупарська сільська рада
Шу́парська сільська́ ра́да — колишня адміністративно-територіальна одиниця та орган місцевого самоврядування в Чортківському районі Тернопільської області. Адміністративний центр — с. Шупарка.

## Загальні відомості
- Територія ради: 7,772 км²
- Населення ради: 2 250 осіб (станом на 2001 рік)

До 19 липня 2020 р. належала до Борщівського району.
20 листопада 2020 р. увійшла до складу Борщівської міської ради.

## Населені пункти
Сільській раді були підпорядковані населені пункти:
- с. Шупарка
- с. Худіївці

## Населення
Згідно з переписом УРСР 1989 року чисельність наявного населення сільської ради становила 2377 осіб, з яких 1097 чоловіків та 1280 жінок.
За переписом населення України 2001 року в сільській раді мешкало 2246 осіб.

### Мова
Розподіл населення за рідною мовою за даними перепису 2001 року:
| Мова       | Відсоток |
| ---------- | -------- |
| українська | 99,69 %  |
| російська  | 0,27 %   |
| білоруська | 0,04 %   |

## Склад ради
Рада складається з 18 депутатів та голови.
- Голова ради: Якимівська Марія Анатоліївна

### Керівний склад попередніх скликань
| Прізвище, ім'я, по батькові  | Основні відомості                                                               | Дата обрання | Дата звільнення |
| ---------------------------- | ------------------------------------------------------------------------------- | ------------ | --------------- |
| Українець Іван Васильович    | Сільський голова, 1982 року народження, безпартійний                            | 26.03.2006   | 13.06.2008      |
| Тимочка Іван Михайлович      | Сільський голова, 1959 року народження, безпартійний                            | 30.11.2008   | 31.10.2010      |
| Якимівська Марія Анатоліївна | Сільський голова, 1961 року народження, освіта середня спеціальна, позапартійна | 02.06.2013   |                 |

Примітка: таблиця складена за даними сайту Верховної Ради України

### Депутати
За результатами місцевих виборів 2010 року депутатами ради стали:

#### За суб'єктами висування
| Суб'єкт висування | Кількість обраних депутатів | %    |
| ----------------- | --------------------------- | ---- |
| Самовисування     | 17                          | 94,4 |
| Народна партія    | 1                           | 5,6  |

#### За округами
| № округу       | Прізвище, ім'я, по батькові    | Дата визнання обраним | Освіта             | Партійна приналежність | Відомості про обраного депутата             |
| -------------- | ------------------------------ | --------------------- | ------------------ | ---------------------- | ------------------------------------------- |
| Народна Партія |                                |                       |                    |                        |                                             |
| 1              | Липка Марія Іллівна            | 03.11.2010            | вища               | член Народної партії   | ТОВ «Мрія-Центр», керівник відділу          |
| Самовисування  |                                |                       |                    |                        |                                             |
| 2              | Юсипюк Микола Васильович       | 03.11.2010            | незакінчена вища   | позапартійний          | Університет Буковинський, студент           |
| 3              | Данилюк Петро Йосипович        | 03.11.2010            | вища               | позапартійний          | тимчасово не працює                         |
| 4              | Кав'юк Іван Іванович           | 21.01.2013            | середня спеціальна | позапартійний          | Гермаківський БК, керівник хору             |
| 5              | Лукіянчук Олександр Йосипович  | 03.11.2010            | середня спеціальна | позапартійний          | тимчасово не працює                         |
| 6              | Оліяр Ігор Степанович          | 03.11.2010            | середня спеціальна | член Народної партії   | Шупарське Лісництво, помічник лісничого     |
| 7              | Гнатюк Микола Васильович       | 21.01.2013            | середня спеціальна | позапартійний          | Борщівський аграрний коледж, студент        |
| 8              | Славінська Ольга Іванівна      | 12.08.2013            | вища               | позапартійна           | Шупарська сільська рада, секретар виконкому |
| 9              | Дидик Василь Михайлович        | 03.11.2010            | середня            | позапартійний          | тимчасово не працює                         |
| 10             | Арсенчук Андрій Іванович       | 03.11.2010            | середня спеціальна | позапартійний          | тимчасово не працює                         |
| 11             | Петрінчик Володимир Михайлович | 21.01.2013            | незакінчена вища   | позапартійний          | Запорізький технічний університет, студент  |
| 12             | Петрінчик Ігор Васильович      | 03.11.2010            | вища               | позапартійний          | тимчасово не працює                         |
| 13             | Зушман Оксана Петрівна         | 03.11.2010            | вища               | позапартійна           | Шупарська загальноосвітня школа, вчитель    |
| 14             | Олійник Андрій Іванович        | 03.11.2010            | середня            | позапартійний          | тимчасово не працює                         |
| 15             | Зубик Василь Йосипович         | 03.11.2010            | середня            | позапартійний          | тимчасово не працює                         |
| 16             | Левчук Василь Романович        | 03.11.2010            | середня            | позапартійний          | тимчасово не працює                         |
| 17             | Ковбель Марія Федорівна        | 03.06.2013            | середня спеціальна | позапартійна           | тимчасово не працює                         |
| 18             | Луговик Іван Романович         | 03.11.2010            | середня спеціальна | позапартійний          | тимчасово не працює                         |